# Varmsätra
Varmsätra is een plaats in de gemeente Sala in het landschap Västmanland en de provincie Västmanlands län in Zweden. De plaats heeft 57 inwoners (2005) en een oppervlakte van 11 hectare.